# Alsønderup
Alsønderup er en landsby i Nordsjælland med 603 indbyggere  (2024). Alsønderup er beliggende i Alsønderup Sogn øst for Arresø nær Alsønderup Enge 1,5 kilometer nord for Tulstrup, ni kilometer nordvest for Hillerød centrum og 41 kilometer nordvest for Københavns centrum. Byen tilhører Hillerød Kommune og er beliggende i Region Hovedstaden.
Byen er bl.a. kendt for Alsønderup Fester, som er et årligt loppemarked, der altid afholdes Kristi Himmelfartsdag. Alsønderup Kirke ligger i byen.

## Udtale
De gamle i sognet lagde tryk på første stavelse (ˈAl-), men senest fra midten af 1900-tallet er trykket flyttet til anden stavelse: Alsønderup [alˈsøn'əˌråb]. Der er stød på 'søn', men markeringen findes ikke i IPA.